# Ксантин
Ксантин е пуриново производно, съдържащо се в тъканите и течностите на човешкото тяло, както и в много други организми. Съществува известно количество умерени стимуланти, които се получават от ксантина, в това число кофеин, теобромин и теофилин.
Ксантинът е продукт в пътя на пуриновото разпадане в човешките клетки.
- Получава се от гуанин с посредничеството на гуанин деаминаза.
- Получава се от хипоксантин с посредничеството на ксантин оксидаза.

Ксантинът последователно бива превърнат в пикочна киселина под действието на ксантин оксидазата.

## Ксантинови производни
Ксантиновите производни, известни колективно като ксантини, са група алкалоиди, широко употребявани като умерени стимуланти и бронходилататори, и по-конкретно в лечението на симптомите на астма. За разлика от други много по-силни стимуланти, те само потискат сънотворното действие на аденозина, което ги прави до известна степен по-малко ефективни в сравнение със симпатомиметичните амини. Вследствие на широкия ефект на действие, терапевтичният обхват на ксантините е тесен, което ги поставя на втора линия в лечението на астмата. Терапевтичната доза е 10 – 20 μg/ml кръв; признаците на токсичност са тремор, гадене, нервозност и тахикардия/аритмия.
Метилксантините действат не само върху дихателната система, но стимулират и сърдечната честота, силата на съкращение на сърдечния мускул, а и предизвикват сърдечна аритмия при по-високи концентрации. В централната нервна система те повишават будността, стимулират дихателния център и биват използвани за лечение на детска апнеа. При високи дози те могат да предизвикат конвулсии, устойчиви на антиконвулсанти. Метилксантините стимулират секрецията на киселина и пепсин в гастроинтестиналния тракт. Метилксантините се метаболизират от ензима Цитохром P-450 в черния дроб. Основните видове метилирани ксантини са кофеин, аминофилин, 3-изобутил-1-метилксантин(IBMX), параксантин, пентоксифилин, теобромин и теофилин. Тези вещества действат едновременно като:
1. конкурентни неселективни инхибитори на фосфодиестеразата,[3] което повишава вътреклетъчния цАМФ, активира протеин киназа А, инхибира синтеза на левкотриени[4] и TNF-α,[2][5] което от своя страна намалява възпалението и потиска вродения имунитет[4] и
2. неселективни антагонисти на аденозиновите рецептори,[6] което потиска сънотворното действие на аденозина.

Тъй като различните аналози показват различна сила на действие спрямо отделните подтипове рецептори, в търсене на вещества с по-голяма селективност към ензима фосфодиестераза или аденозиновия рецептор, е създадено голямо количество синтетични ксантини (някои и неметилирани). Ксантините са също срещани много рядко и като съставки на нуклеиновите киселини.
| Име       | R1  | R2  | R3  | Наименование по IUPAC                     | Съдържа се в                         |
| --------- | --- | --- | --- | ----------------------------------------- | ------------------------------------ |
| Кофеин    | CH3 | CH3 | CH3 | 1,3,7-триметил-1H-пурин-2,6(3H,7H)-дион   | кафе, гуарана, йерба мате, чай, кола |
| Теобромин | H   | CH3 | CH3 | 3,7-диметил-3,7-дихидро-1H-пурин-2,6-дион | шоколад, йерба мате                  |
| Теофилин  | CH3 | CH3 | H   | 1,3-диметил-7H-пурин-2,6-дион             | чай, йерба мате                      |
| Ксантин   | H   | H   | H   | 3,7-дихидропурин-2,6-дион                 | растения, животни                    |